# Додирни ми колена
Додирни ми колена је други албум групе Зана из 1982. Албум садржи 9 песама од којих су хитови насловна нумера, Мајстор за пољупце, Виа Америка и 13 је мој срећан број. Албум је објавио Југотон.

## О албуму
Материјал за овај албум је сниман у Шведској (тачније у граду Торзби). Већину текстова је написала Марина Туцаковић.
Телевизија Београд је исте године снимила истоимени видео албум у режији Владимира Момчиловића.

## Списак песама
| №  | Назив                 | Трајање |  |
| 1. | Мајстор за пољупце    | 2:50    |  |
| 2. | Бар једном недељно    | 3:14    |  |
| 3. | Чамац на води         | 3:46    |  |
| 4. | Ноћ у шатору уздаха   | 2:51    |  |
| 5. | Причалица             | 3:00    |  |
| 6. | Додирни ми колена     | 4:48    |  |
| 7. | 13 је мој срећан број | 3:25    |  |
| 8. | Гледам кроз прозор    | 3:36    |  |
| 9. | Виа Америка           | 3:50    |  |

## Награде
Читаоци часописа Џубокс су албуму Додирни ми колена доделили 9. место, групи 8. место и Зани Нимани доделили 1. место за 1982. годину.
Насловна нумера је октобра 2022 освојила ГОДУМ награду за најемитованију поп нумеру.

## Топ листе

### Недељна листа
| Листа           | Највиша позиција |
| --------------- | ---------------- |
| Радио ТВ ревија | 2                |

| Листа           | Највиша позиција |
| --------------- | ---------------- |
| Радио ТВ ревија | 5                |

## Плагијати
- Додирни ми колена (Lay All Your Love on Me)
- 13 је мој срећан број[7] (Дјевојка број 8)[8]

## Занимљивости
- Хрватска певачица Тереза Кесовија је песму Додирни ми колена препевала на француском језику[9].
- Певачица Северина је препевала оригинал на албуму Ја само пјевам из 1999[10].